# Trimma tevegae
Trimma tevegae es una especie de peces de la familia de los Gobiidae en el orden de los Perciformes.

## Morfología
Los machos pueden llegar a alcanzar los 4,5 cm de longitud total.

## Alimentación
Come copépodos.

## Hábitat
Es un pez de mar y de clima tropical y asociado a los  arrecifes de coral hasta los 10-40 m de profundidad.

## Distribución geográfica
Se encuentra desde las Islas Ryukyu

## Observaciones
Es inofensivo para los humanos.